# Ulan (Schiff, 1876)
Die Ulan war ein Torpedodampfer der Kaiserlichen Marine. Das Schiff war zur Erprobung der Spierentorpedo-Technologie gebaut worden.

## Geschichte

### Entwicklung und Bau
Die Norddeutsche Bundesmarine und die daraus entstandene Kaiserliche Marine prüften zu Beginn der 1870er Jahre die Verwendbarkeit von Spierentorpedos. Diese waren im amerikanischen Sezessionskrieg erstmals zum Einsatz gekommen. Während des Deutsch-Französischen Krieges wurden deutscherseits kleine zivile Schiffe provisorisch mit Spierentorpedos ausgerüstet. Nach Kriegsende kam es zum Bau von sechs kleinen und drei größeren Torpedobooten für die küstennahe Verwendung. 1875 folgte der Entschluss zum Bau von hochseetauglichen Torpedodampfern. Dabei wurde neben dem bei der Grabower Werft Möller & Holberg in Auftrag gegebenen Torpedodampfer „Nr. IV“, der mit Spierentorpedos ausgerüstet werden sollte, auch ein deutlich größeres Torpedofahrzeug bei der Londoner Thames Ironworks bestellt. Dabei fungierte die spätere Zieten als Versuchsschiff für die sogenannten „Fischtorpedos“ der Bauart Whitehead, die sich letztlich prinzipiell durchsetzen sollten.
Mit dem Bau des Torpedodampfers „Nr. IV“ begann die Werft 1875. Am 3. April 1876 fand der Stapellauf statt, bei dem das Schiff den Namen Ulan erhielt. Die Torpedodampfer sollten nach den verschiedenen Kavalleriegattungen, wie Dragoner oder Husar, benannt werden. Da die Ulan aber das einzige Schiff dieser Art blieb, entfiel die Verwendung der übrigen Kavalleriebezeichnungen. Die Fertigstellung des Torpedodampfers zog sich weitere sechs Monate hin. Der Bau kostete insgesamt 437.000 Mark.

### Angriffskonzeption
Vor einem Angriff mit dem Spierentorpedo musste zunächst der Sprengkörper an der Spiere befestigt werden. Anfangs übernahmen Taucher diese Aufgabe, später eine entsprechend konstruierte Mechanik. Beim eigentlichen Angriff sollte die Ulan auf Kollisionskurs mit dem Angriffsziel gehen. Der Torpedodampfer fuhr so lange auf das Ziel zu, bis die Spiere den gegnerischen Rumpf berührte und den Sprengsatz zündete. Der mögliche Verlust des Schiffes war dabei einkalkuliert. Um die Ulan aber möglichst schwimmfähig zu erhalten, befand sich im Vorschiff ein Kollisionsschott, das einen korkgefüllten Hohlraum bildete. Die Mannschaft hatte den Torpedodampfer zu verlassen und auf ein zu diesem Zweck mitgeführtes Korkfloß überzusteigen, sobald das Ruder auf dem Kollisionskurs festgelegt war. Das Floß war durch eine lange Leine mit der Ulan verbunden, sodass die Mannschaft nach einem Angriff wieder auf das Schiff zurückkehren konnte, sollte diese noch schwimmfähig sein.

### Einsatz
Am 8. Oktober 1876 konnte die Ulan an die Marine übergeben werden und wurde offiziell zur Überführung nach Kiel in Dienst gestellt. Bereits einen Monat später erfolgte die Außerdienststellung, nachdem zuvor Probefahrten stattgefunden hatten. In den folgenden Jahren wurden die automatisierte Spierenbewaffnung eingebaut und verschiedene Erprobungen durch die Werft durchgeführt. Vom 25. Oktober bis zum 3. Dezember 1879 fanden erneut Erprobungen statt. Bei diesen zeigte sich endgültig, dass die Bewaffnung unbrauchbar war. Die Ulan ging daher erneut in die Werft und erhielt eine „Fischtorpedo-Anlage“ des Systems Whitehead. Vom 29. März bis zum 1. Mai 1881 wurde das Schiff wieder in Dienst gestellt, um die neue Bewaffnung zu testen.
In den folgenden Jahren war die Ulan als Tender der als Torpedoschulschiff dienenden Blücher zugeteilt. Der Kommandant der Blücher war automatisch auch Kommandant der Ulan, ordnete jedoch wenn nötig einen seiner Offiziere für diese Aufgabe ab. Der Torpedodampfer nahm, ohne offizielle Indienststellung, am 17. September 1881 im Verband der von Kapitänleutnant Alfred Tirpitz geführten Torpedofahrzeuge an einer Flottenparade vor Kaiser Wilhelm I. vor Düsternbrook teil. Ab dem 1. Juli 1885 diente die Ulan nicht nur als Tender, sondern auch als Führerboot der II. und III. Torpedo-Division. Im Herbst nahm das Schiff an den Manövern der Flotte teil und versuchte im September gemeinsam mit der Blücher, das vor Langeland gesunkene Torpedoboot V 3 zu bergen. Von Oktober 1885 bis April 1886 fand die Ulan als Ausbildungsschiff für Revolverkanonen Verwendung, und ab Mai diente sie wieder der Blücher als Tender. Am 24. Juni kollidierte das Schiff beim Verlassen der Kaiserlichen Werft in Kiel mit der Kaimauer und musste für die Reparatur am 8. Juli außer Dienst gestellt werden.
Die Ulan konnte am 19. Oktober 1886 wieder in Dienst gestellt werden. Der Torpedodampfer diente weiterhin als Tender zunächst der Blücher, später der Elisabeth. Nach einer kurzen Außerdienststellung Mitte April 1887 führte das Schiff gemeinsam mit der Rhein bis zum 1. September Versuche zum Legen und Suchen von Seeminen durch. Während dieser Zeit war die Ulan auch an den Feierlichkeiten zur Grundsteinlegung des Kaiser-Wilhelm-Kanals beteiligt. Vom 14. bis zum 31. Juli 1888 diente das Schiff in der Torpedobootsflottille, wo sie die Blitz ersetzte. Am 21. August endete vorerst die Verwendung der Ulan als Tender.
Die Kaiserliche Werft Kiel führte an der Ulan in den folgenden Jahren eine Grundreparatur durch. Dabei wurden die Kessel und die Dampfmaschine getauscht sowie die beiden Schornsteine zu einem einzigen zusammengeführt. Auch die Torpedobewaffnung wurde ausgebaut. Das Schiff blieb anschließend bis 1895 ohne Verwendung.
Am 22. März 1895 wurde die Ulan wieder in Dienst gestellt und dem Artillerieschulschiff Mars als Tender zugeteilt. Gleichzeitig wurde das Schiff auch der Inspektion der Marine-Artillerie unterstellt. In den Jahren 1895 bis 1899 war die Ulan jeweils vom Frühjahr bis zum November aktiv. Im Jahr 1895 übernahm bei Bedarf ein Offizier der Mars das Kommando auf der Ulan, ab 1896 erhielt der Tender einen eigenen Kommandanten. Nach einer weiteren Grundüberholung im Jahr 1900 diente die Ulan vom 25. September 1900 bis zum 26. Oktober 1908 weiter als Tender. Die Außerdienststellung während der Wintermonate entfiel, lediglich die Besatzungszahl wurde zeitweise reduziert. Auch fällige Werftaufenthalte erfolgten vornehmlich im Winter.

### Verbleib
Die Ulan wurde am 26. Mai 1909 aus der Liste der Kriegsschiffe gestrichen. Der Rumpf diente fortan als Prahm. Am 13. August 1919 kaufte die Cuxhaven-Brunsbüttel-Dampfer AG die Ulan und veräußerte sie sechs Jahre später an die Firma M. Faber & Co. in Hamburg. Das Schiff wurde letztlich 1926 in Hamburg-Moorburg durch W. Ritscher & Co. abgewrackt.Wärmetauscher|

## Technik
Die Ulan verfügte über einen als Querspantenbau ausgeführten Eisenrumpf. Dieser war durch drei wasserdichte Querschotts unterteilt. Außerdem befand sich im Vorschiff ein zusätzliches Kollisionsschott, das die Ulan bei einem Angriff mit dem Spierentorpedo schwimmfähig halten sollte. Das Schiff verdrängte insgesamt 438 t, wobei die Konstruktionsverdrängung mit 374 t berechnet war. Die Ulan war 36 m, mit ausgefahrenem Spierentorpedo 38 m lang. Die Wasserlinie maß bei der Konstruktionsverdrängung 35,05 m. Die größte Breite des Schiffs lag bei 8,0 m, der Tiefgang bei Maximalverdrängung maß 2,65 m vorn und 4,57 m achtern.

### Antriebsanlage
Die Antriebsanlage der Ulan war auf einen Kessel- und einen Maschinenraum aufgeteilt. Das Schiff verfügte über vier längsstehende Zylinderkessel mit einer Gesamtheizfläche von 382 m². Diese erzeugten einen Dampfdruck von 5,5 atü. Der Dampf trieb eine stehend eingebaute Zweizylinder-Dampfmaschine mit einfacher Dampfdehnung an. Die Maschine leistete 782 PSi und wirkte auf einen vierflügeligen Propeller mit 3,9 m Durchmesser. Der Antrieb beschleunigte die Ulan auf bis zu 12,0 kn. Bei dieser Geschwindigkeit ermöglichte der mitgeführte Brennstoffvorrat von 25 t Kohle eine Reichweite von 300 sm.

### Bewaffnung
Bei ihrer Indienststellung war der am Bug angebrachte Spierentorpedo die einzige Bewaffnung der Ulan. Der Torpedo war mit einem 63 kg schweren Sprengkörper ausgestattet. Da sich diese Bauart als nicht zukunftsträchtig herausstellte, erhielt das Schiff 1881 ein im Bug unterhalb der Wasserlinie eingebautes Torpedorohr mit 38,1 cm Durchmesser. Die Ulan führte drei Torpedos mit sich. Außerdem kamen drei 3,7-cm-Revolverkanonen an Bord. Während der Grundüberholung Anfang der 1890er Jahre wurde das Torpedorohr wieder entfernt, die Revolverkanonen aber an Bord belassen.

## Besatzung
Die Besatzung bestand zunächst aus zwei Offizieren sowie 39 Unteroffizieren und Mannschaften. Während der Nutzung als Tender betrug die Sollstärke der Besatzung 52 Mann. Allerdings war dabei der Kommandant der einzige Offizier an Bord der Ulan.

## Kommandanten
| 8. Oktober bis 8. November 1876       | Leutnant zur See Altag                                    |
| 25. Oktober bis 3. Dezember 1879      | Leutnant zur See Rudolf Siegel                            |
| 29. März bis 1. Mai 1881              | Leutnant zur See / Kapitänleutnant August Thiele          |
| 2. Mai bis 16. Oktober 1882           | Offiziere der Blücher                                     |
| 1. Mai bis 17. Oktober 1883           | Offiziere der Blücher                                     |
| Juli 1885                             | Kapitänleutnant Paul Jaeschke                             |
| Juli 1885                             | Kapitänleutnant Felix Hasenclever                         |
| Juli 1885                             | Kapitänleutnant Paul Jaeschke                             |
| Juli 1885                             | Leutnant zur See Wilhelm Peters                           |
| Juli 1885                             | Kapitänleutnant Felix Hasenclever                         |
| Juli bis Oktober 1885                 | Kapitänleutnant Paul Jaeschke                             |
| Oktober bis Dezember 1885             | Leutnant zur See Boerner                                  |
| Dezember 1885 bis Februar 1886        | Kapitänleutnant Robert Stoltz                             |
| Februar bis 15. April 1886            | Kapitänleutnant Hermann da Fonseca-Wollheim               |
| 5. Mai bis 8. Juli 1886               | Offiziere der Blücher                                     |
| 19. Oktober 1886 bis 16. April 1887   | Offiziere der Elisabeth                                   |
| 6. Mai bis 1. September 1887          | Leutnant zur See Carl Friedrich                           |
| 15. Mai bis 21. August 1888           | Leutnant zur See Ernst Schäfer                            |
| 22. März bis 6. November 1895         | Offiziere der Mars                                        |
| 25. Februar bis 14. November 1896     | Leutnant zur See Heinrich Löhlein                         |
| 25. Februar bis September 1897        | Leutnant zur See Heinrich Löhlein                         |
| September bis 18. November 1897       | Leutnant zur See Adalbert Kinel                           |
| 26. Februar bis Mai 1898              | Leutnant zur See Adalbert Kinel                           |
| Mai bis 30. November 1898             | Leutnant zur See Reiche                                   |
| 1. Mai bis September 1899             | Leutnant zur See Clemens von Weise                        |
| September bis 24. November 1899       | Leutnant zur See Noelle                                   |
| 25. September 1900 bis September 1901 | Oberleutnant zur See Karl Keller                          |
| September 1901 bis März 1902          | Oberleutnant zur See Adalbert Zuckschwerdt                |
| März 1902 bis September 1903          | Oberleutnant zur See Hans Volhard                         |
| September 1903 bis März 1904          | Oberleutnant zur See Oskar Becké                          |
| März 1904 bis März 1905               | Oberleutnant zur See Reinhard Mönch                       |
| März bis September 1905               | Oberleutnant zur See Franz Strauch                        |
| September 1905 bis April 1906         | Oberleutnant zur See Heinrich Guischard                   |
| April 1906 bis April 1907             | Oberleutnant zur See / Kapitänleutnant Thilo von Lattorff |
| April bis September 1907              | Oberleutnant zur See Fritz Schreiber                      |
| Oktober 1907                          | Oberleutnant zur See Röpcke                               |
| Oktober bis Dezember 1907             | Oberleutnant zur See Ernst Siemens                        |
| Dezember 1907 bis Juli 1908           | Oberleutnant zur See Erich Schröder                       |
| Juli bis September 1908               | Oberleutnant zur See Georg Michael                        |
| September bis Oktober 1908            | Oberleutnant zur See Georg Lühmann                        |